# Grobe
Grobe war eine Siedlung auf der Insel Usedom im Mittelalter. Dort befand sich kurz das Prämonstratenserstift Grobe.

## Lage

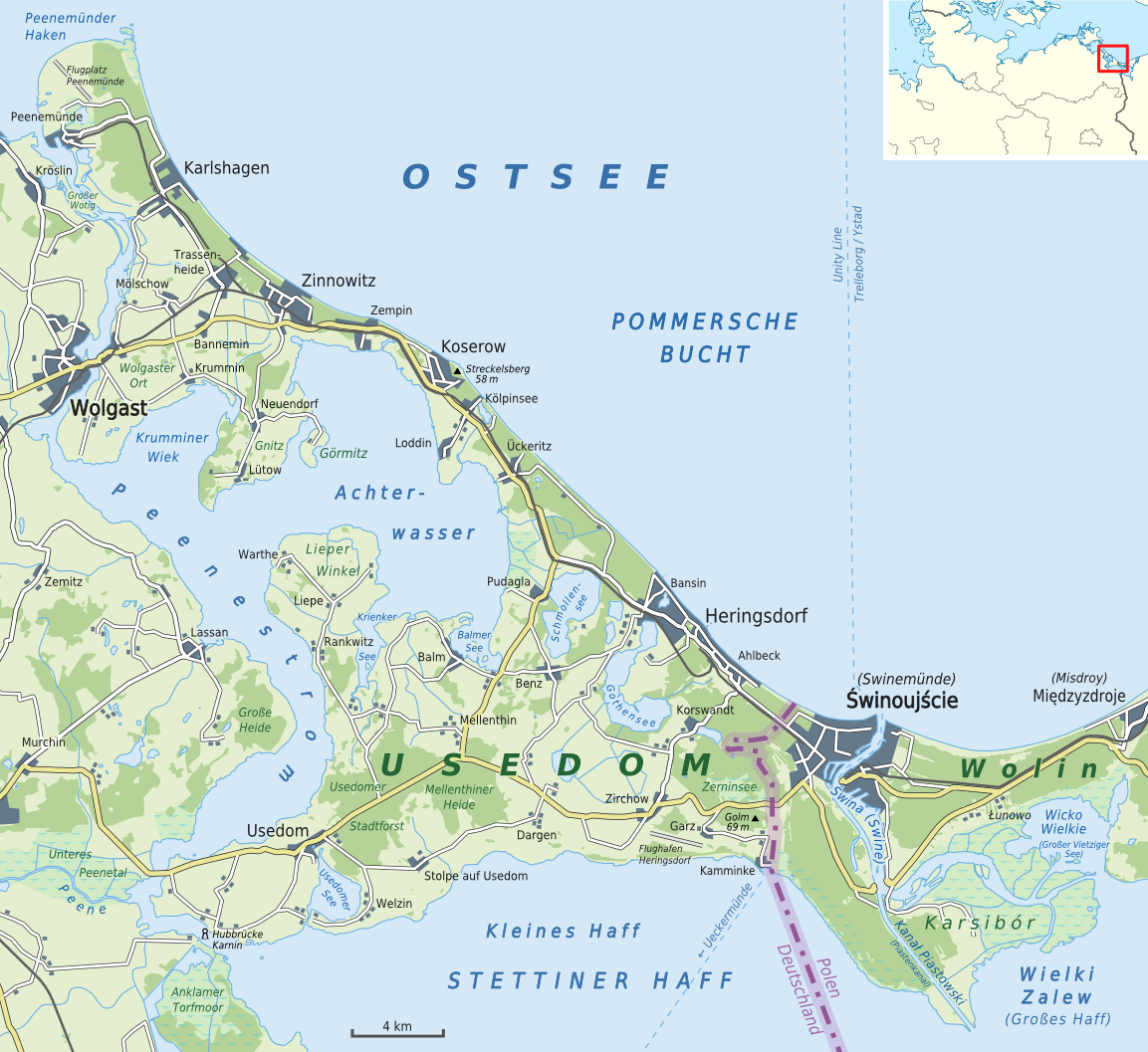
Insel Usedom, mit Usedomer See (unten links)

Die Siedlung Grobe lag etwa 1,2 km südlich der Burg Usedom (Uznam) am Westufer des Usedomer Sees auf einer Landwölbung (Halbinsel).
Oberirdisch sind keine Siedlungsspuren mehr erhalten.

## Geschichte
Im frühen 12. Jahrhundert befand sich eine spätslawische Siedlung an dieser Stelle. Zwischen 1150 und 1155 wurde dort ein Stift der Prämonstratenser durch den pommerschen Teilherzog Ratibor I. und dessen Gemahlin Pribislawa gegründet. Um 1170 nahm der pommersche Bischof Konrad I. wahrscheinlich dort kurzzeitig seinen Sitz, nach seiner Flucht aus Wollin. Um 1177 wurde das Kloster beschädigt und danach wieder aufgebaut. 1184 wurde der offizielle Sitz auf den Marienberg nahe der Burg Usedom gelegt, die Klostergebäude in Grobe wurden aber weiter genutzt.
1308/09 erfolgte eine Verlegung des Stiftes nach Pudagla im nördlichen Teil der Insel Usedom. Danach verfielen die Gebäude. Nach 1421 wurde wieder eine Kapelle mit Friedhof und Wirtschaftsgebäuden an dieser Stelle durch die Pudaglaer Stiftsherren errichtet. Diese wurden im frühen 16. Jahrhundert aufgegeben.
Danach gibt es keine Siedlungsspuren mehr. Auf einer Karte von 1662 war die Siedlung letztmals verzeichnet, danach geriet die Lage in Vergessenheit.

## Archäologische Ausgrabungen
In den 1990er Jahren wurde durch Luftbildaufnahmen und geophysikalische Untersuchungen die genaue Lage des ehemaligen Klostergeländes ermittelt. 1997 führte Günter Mangelsdorf erste archäologische Ausgrabungen durch. 2010 konnten unter der Leitung von Felix Biermann umfangreichere Stichgrabungen durchgeführt werden. Dabei wurde die Nordwand der Klosterkirche freigelegt, dazu mehrere Siedlungsgruben und Keller, sowie etwa 60 Gräber aus dem 12. bis 15. Jahrhundert.
Einzelfunde waren unter anderem „ca. 20 Münzen, zwei Reitersporen (darunter einer aus einem Grab), schöne gotische Gürtel- und Buchbeschläge, ein langes Kampf (?)-Messer, spätslawische und blaugraue Keramik sowie sächsisches und rheinisches Steinzeug, eine gut erhaltene Klappwaage (sicherlich zur slawischen Siedlung), viele Sargnägel und diverses eisernes Gerät.“